# Acalypha homblei
Acalypha homblei é uma espécie de flor do gênero Acalypha, pertencente à família Euphorbiaceae.